# O Melodie Pentru Europa 2019
Die 14. O Melodie Pentru Europa fand am 2. März 2019 statt und war der moldauische Vorentscheid für den Eurovision Song Contest 2019 in Tel Aviv (Israel) sein.

## Format

### Konzept
Wie schon im Vorjahr, sollte es 2019 wieder ein Halbfinale und ein Finale geben. Aufgrund der niedrigen Qualität der Bewerbungen sagte TRM das Halbfinale für 2019 nach 2018 erneut ab. Somit findet 2019 wieder nur eine Sendung statt, wo der Sieger des Vorentscheids wieder zu 50 % per Televoting und zu 50 % per Juryvoting bestimmt.

### Beitragswahl
Vom 13. Dezember 2018 bis zum 18. Januar 2019 konnten Beiträge bei TRM eingereicht werden. Am 18. Januar 2019 gab TRM bekannt, dass sie insgesamt 28 Lieder erhalten haben, was ein Lied mehr ist als im Vorjahr. Am 2. Februar 2019 stellte TRM die 10 Teilnehmer vor.

## Teilnehmer
O Melodie Pentru Europa 2019 findet am 2. März 2019 in den TRM-Studios statt. Erstmals soll es verbesserte Audio- und Bildqualität für die Vorentscheidung geben. Zehn Teilnehmer treten hier gegeneinander an. Das Finale war ursprünglich für den 3. März 2019 geplant, wurde aber aufgrund des Entfalls des Halbfinales auf den 2. März zurückgeschoben. Die Sängerin Vera Țurcanu trug ihr Lied ein zweites Mal vor, nachdem sie im ersten Auftritt technische Probleme hatte. 
Als Pausenfüller werden Nelly Ciobanu, Cristina Scarlat, Geta Burlacu und die DoReDoS auftreten. Außerdem wird die rumänische Vertreterin Ester Peony ihr Lied On A Sunday vorstellen.
| Platz | Startnr. | Interpret                      | Lied Musik (M) und Text (T)                                                                      | Sprache   | Übersetzung (inoffiziell) | Jury    | Jury   | Zuschauerstimmen (Televoting & SMS) | Zuschauerstimmen (Televoting & SMS) | Gesamt |
| Platz | Startnr. | Interpret                      | Lied Musik (M) und Text (T)                                                                      | Sprache   | Übersetzung (inoffiziell) | Stimmen | Punkte | Stimmen                             | Punkte                              | Gesamt |
| ----- | -------- | ------------------------------ | ------------------------------------------------------------------------------------------------ | --------- | ------------------------- | ------- | ------ | ----------------------------------- | ----------------------------------- | ------ |
| 01.   | 09       | Anna Odobescu                  | Stay M/T: Georgios Kalpakidis, Thomas Reil, Jeppe Reil, Maria Broberg                            | Englisch  | Bleib                     | 75      | 12     | 264                                 | 10                                  | 22     |
| 02.   | 05       | Maxim Zavidia                  | I Will Not Surrender M/T: Primož Poglajen, Michael James Down, Jonas Gladnikoff, Jernej Dermota  | Englisch  | Ich werde nicht aufgeben  | 38      | 05     | 938                                 | 12                                  | 17     |
| 03.   | 06       | Diana Brescan                  | Lies M: Samuel Bugia Garrido; T: Roxana Elekes                                                   | Englisch  | Lügen                     | 52      | 10     | 103                                 | 05                                  | 15     |
| 03.   | 02       | Vera Țurcanu                   | Cold M: David Gällring, Karl Sahlin, Vera Țurcanu; T: Nikos Sofis                                | Englisch  | Kalt                      | 44      | 08     | 140                                 | 07                                  | 15     |
| 03.   | 08       | Limonique                      | GraviTy M/T: Anton Ragoza, Dumitru Golban, Mary Vegga, Sergiu Ionas; T: Mary Vegga, Sergiu Ionas | Englisch  | Schwerkraft               | 42      | 07     | 261                                 | 08                                  | 15     |
| 06.   | 07       | Tinna Gi                       | Virus M/T: Cristina Coșciug                                                                      | Englisch  | Virus                     | 41      | 06     | 119                                 | 06                                  | 12     |
| 07.   | 03       | Marcela Scripcaru              | Meteor M/T: Rob Price                                                                            | Englisch  | Meteor                    | 37      | 04     | 040                                 | 01                                  | 05     |
| 07.   | 01       | Aurel Chirtoacă                | La cinema M: Aurel Chirtoacă; T: Dumitru Rau                                                     | Rumänisch | Im Kino                   | 35      | 03     | 053                                 | 02                                  | 05     |
| 07.   | 04       | Siaj                           | Olimp M/T: Siaj, Victor Nguyen, Ruslan Ciotu, Stefan Postoronca, Dumitru Rusu, Marian Ungu       | Rumänisch | Olympus                   | 34      | 02     | 070                                 | 03                                  | 05     |
| 07.   | 10       | Che-MD feat. Elizaveta Ivasiuk | Sub Pământ M/T: Michael Smolenko                                                                 | Rumänisch | Unter der Erde            | 08      | 01     | 081                                 | 04                                  | 05     |

### Juryvoting
| Startnr. | Lied                 | Anatol Chiriac | Ilona Stepan | Eugen Damaschin | Andrei Tostogan | Iurie Mahovici | Bruno | Nelly Ciobanu | Gesamt | Punkte |
| -------- | -------------------- | -------------- | ------------ | --------------- | --------------- | -------------- | ----- | ------------- | ------ | ------ |
| 01       | La cinema            | 5              | 8            | 5               | 1–2             | 7              | 1–2   | 7             | 35     | 03     |
| 02       | Cold                 | 10             | 2            | 8               | 4–6             | 4              | 4–6   | 10            | 44     | 08     |
| 03       | Meteor               | 7              | 4            | 2               | 12              | 5              | 3     | 4             | 37     | 04     |
| 04       | Olimp                | 6              | 10           | 3               | 3               | 2              | 8     | 2             | 34     | 02     |
| 05       | I Will Not Surrender | 3              | 5            | 4               | 10              | 6              | 7     | 3             | 38     | 05     |
| 06       | Lies                 | 8              | 6            | 10              | 7               | 8              | 5     | 8             | 52     | 10     |
| 07       | Virus                | 2              | 7            | 6               | 4–6             | 10             | 4–6   | 6             | 41     | 06     |
| 08       | Gravity              | 4              | 3            | 7               | 8               | 3              | 12    | 5             | 42     | 07     |
| 09       | Stay                 | 12             | 12           | 12              | 5               | 12             | 10    | 12            | 75     | 12     |
| 10       | Sub Pământ           | 1              | 1            | 1               | 1–2             | 1              | 1–2   | 1             | 08     | 01     |